# 阿尔彭
阿尔彭是德国北莱茵-威斯特法伦州的一个市镇。总面积59.56平方公里，总人口12750人，其中男性6267人，女性6483人（2011年12月31日），人口密度214人/平方公里。